# Seznam měst a obcí Českého Slezska
Zde je kompletní seznam obcí a měst, jejichž území leží pouze v Českém Slezsku. V seznamu nejsou zahrnuté obce a města uvedené v první kapitole Seznamu měst a obcí na pomezí Moravy a Slezska. 
- Albrechtice
- město Andělská Hora
- Bělá
- Bělá pod Pradědem
- Bernartice
- Bílá Voda
- Bílov
- Bítov
- Bocanovice
- město Bohumín
- Bohuslavice
- Bolatice
- Branka u Opavy
- Brantice
- Bratříkovice
- Bravantice
- Brumovice
- Bruzovice
- Bukovec
- Budišovice
- Býkov-Láryšov
- Bystřice
- Čaková
- Čavisov
- Čermná ve Slezsku
- Černá Voda
- Česká Ves
- město Český Těšín
- Darkovice
- Děhylov
- Dětmarovice
- Dlouhá Stráň
- Dobrá
- Dobratice
- Dobroslavice
- město Dolní Benešov
- Dolní Domaslavice
- Dolní Lhota
- Dolní Lomná
- Dolní Lutyně
- Dolní Tošanovice
- Doubrava
- Háj ve Slezsku
- Hať
- statutární město Havířov
- Heřmanice u Oder
- Heřmánky
- Heřmanovice
- Hlavnice
- Hlubočec
- město Hlučín
- Hněvošice
- Hnojník
- Holasovice
- Holčovice
- město Horní Benešov
- Horní Bludovice
- Horní Domaslavice
- Horní Lhota
- Horní Lomná
- Horní Tošanovice
- Horní Životice
- Horní Suchá
- Hošťálkovy
- Hrabyně
- město Hradec nad Moravicí
- Hradec-Nová Ves
- Hrádek
- Hrčava
- Chlebičov
- Chotěbuz
- Chuchelná
- Chvalíkovice
- město Jablunkov
- Jakubčovice nad Odrou
- Janovice
- město Javorník
- město Jeseník
- Jistebník
- Kaňovice
- Karlova Studánka
- Karlovice
- statutární město Karviná
- město Klimkovice
- Kobeřice
- Kobylá nad Vidnavkou
- Komorní Lhotka
- Kozmice
- Košařiska
- Krásná
- Krasov
- město Kravaře
- město Krnov
- Kružberk
- Kyjovice
- Lichnov
- Lipová-lázně
- Lučina
- Ludgeřovice
- Ludvíkov
- Malenovice
- Markvartovice
- Melč
- Mikulovice
- Milíkov
- Milotice nad Opavou
- Mladecko
- Mokré Lazce
- Moravice
- Morávka
- Mosty u Jablunkova
- Návsí
- Neplachovice
- Nižní Lhoty
- Nošovice
- Nové Heřminovy
- Nové Lublice
- Nové Sedlice
- Nýdek
- Oborná
- Olbramice
- Oldřišov
- statutární město Opava
- město Orlová
- Otice
- Pazderna
- Petrovice u Karviné
- město Petřvald
- Písečná
- Písek
- Píšť
- Pražmo
- Pržno
- Pustá Polom
- Pustějov
- Radkov
- Raduň
- Raškovice
- Razová
- Rohov
- Ropice
- Rudná pod Pradědem
- město Rychvald
- Řeka
- Sedliště
- Skorošice
- Skřipov
- Služovice
- Smilovice
- Soběšovice
- Sosnová
- Stará Červená Voda
- Staré Heřminovy
- Staré Město
- Staré Město
- Staré Těchanovice
- Stěbořice
- Stonava
- Strahovice
- Střítež
- Sudice
- Supíkovice
- Svatoňovice
- Světlá Hora
- Svobodné Heřmanice
- město Šenov
- Šilheřovice
- Široká Niva
- Štěpánkovice
- Štítina
- Těrlicko
- Těškovice
- Třanovice
- Třebom
- město Třinec
- Uhelná
- Úvalno
- Václavov u Bruntálu
- Václavovice
- Vápenná
- Velká Kraš
- Velká Polom
- Velké Albrechtice
- Velké Heraltice
- Velké Hoštice
- Velké Kunětice
- Vělopolí
- Vendryně
- Větřkovice
- město Vidnava
- Vlčice
- Vojkovice
- město Vrbno pod Pradědem
- Vršovice
- Vřesina
- Vřesina
- Vyšní Lhoty
- Zátor
- Závada
- město Zlaté Hory
- Zbyslavice
- Žermanice
- město Žulová